# Banco Nacional de México
O Banco Nacional de México, S.A. (ou Citibanamex por seu acrónimo) é uma instituição de banca múltipla com sede na Cidade de México, integrante de Grupo Financeiro Banamex, a qual é subsidiaria de Citicorp Holdings e esta, a sua vez, é subsidiaria indirecta de Citigroup. É o segundo maior banco em México com uma participação no mercado de 18.5% em activos, 16.7% em carteira de crédito e 17% em depósitos bancários.
Sua criação em 1884, constitui o surgimento do primeiro grande banco privado em México  com funções de banco de Estado e banco comercial: fúngia como agente do governo federal na negociação e recontratação de dívida externa e a cobrança de obrigações fiscais, ao mesmo tempo que realizava emissões de papel moeda —atividade concessionada à banca comercial ante a ausência de um banco central emissor—, captava a poupança do público e outorgava financiamentos.
Depois de um período de nacionalização bancária nos anos oitenta, Banamex foi adquirido em 1991 por Ações e Valores de México (Accival), encabeçada por Roberto Hernández Ramírez e Alfredo Harp Helú, integrando-se o Grupo Financeiro Banamex-Accival (Banacci). Em 2001, Banacci é vendido a Citigroup e fundido com as subsidiarias de Grupo Financeiro Citibank com presença em México, com o que se conforma o Grupo Financeiro Banamex —sua actual denominação— do qual Banco Nacional de México realiza as operações de banca e crédito.

## História

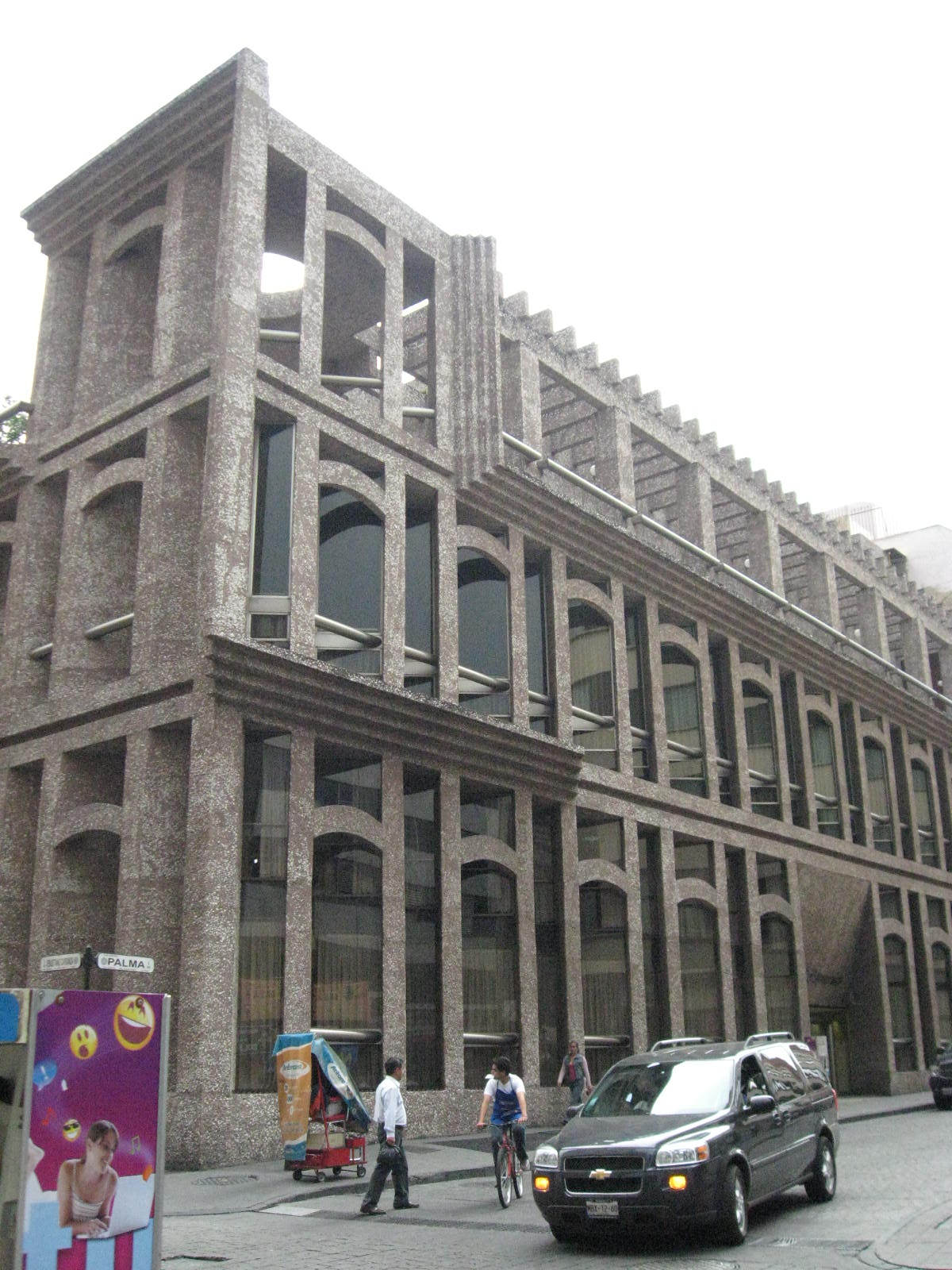
Edifício Banamex Capuchinas, no canto das ruas Venustiano Carranza e Palma, no Centro Histórico da Cidade de México.

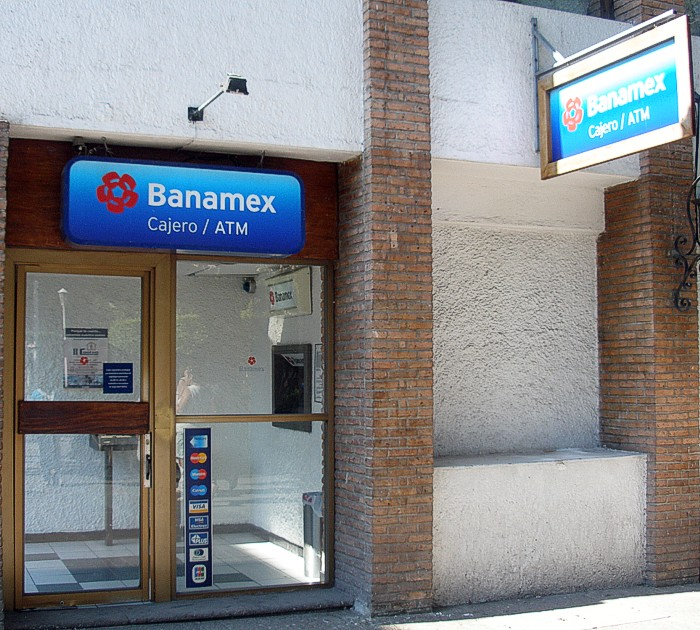
Caixa em Porto Vallarta

### Antecedentes (1880-1884)
A restauração de relações diplomáticas e comerciais entre México, França e a Grã-Bretanha em 1880—interrompidas em 1862 durante a Segunda intervenção francesa em México— e a retomada do pagamento da dívida externa aos credores europeus, permitiu a México atrair um maior fluxo de investimento estrangeiro direta em seu sector bancário, particularmente de procedência francesa.

#### Banco Nacional Mexicano
O governo do presidente Manuel González requeria assegurar crédito estrangeiro para financiar a despesa, pelo que se propôs a criação de um banco em sociedade com capitais europeus e se iniciam gestões com o Banco Franco-Egípcio para o constituir.
Em Paris, o enviado de México ante França, Emilio Velasco e na Cidade de México, o secretário geral do Franco-Egípcio, Edouard Noetzlin, realizaram negociações de forma paralela para especificar um acordo entre ambas partes. Depois de um ano de conversas, o 16 de agosto de 1881, o governo mexicano outorga a concessão que permitia a Noetzlin o estabelecimento do Banco Nacional Mexicano com faculdades de depósito, desconto e emissão. Posterior à aprovação do acordo por parte do Congresso e a assinatura do acta de assinatura, o Nacional Mexicano começou a operar ao público o 23 de fevereiro de 1882 com um capital de 20 milhões de pesos, maioritariamente franco-mexicano.
O governo do banco ficou conformado por um Conselho de Administração, integrado por Ramón Guzmán, Félix Grutas, José María Bermejillo, Sebastián Robert, Gustavo Struck e encabeçado por Antonio de Mier e Celis; a direcção a cargo de León Stein e uma Junta de Paris que supervisionava o desempenho geral da companhia e tomava decisões sobre alguns grandes negócios, conformada por membros de importantes bancos europeus como Société Générale de Crédit Industriel et Commercial e o Banque de Paris et Pays Bas (hoje BNP Paribas) que, junto com o Banco Franco-Egípcio, mantinham o 26% do capital total do banco.
Desde seus inícios, o banco foi autorizado para a abertura de sucursais e agências ao longo do país, outorgaram-se-lhe amplas isenções fiscais e, ao possuir o monopólio da emissão de papel moeda, seus bilhetes eram os únicos válidos para o pagamento de impostos, pelo que, eventualmente, se converteu na instituição bancária do governo mexicano.

#### Banco Mercantil Mexicano
Ante as prerrogativas outorgadas ao Nacional Mexicano para sua operação, um grupo de comerciantes de origem espanhola que controlava grande parte do negócio por atacado de têxteis, fumo e produtos alimentares na Cidade de México, convocam o 29 de agosto de 1881 a uma reunião para o estabelecimento de um banco nacional que fizesse concorrência ao Nacional Mexicano "a fim de impedir que vão em aumento a prosperidade de outras nações". O Banco Mercantil Mexicano ficou constituído nessa data; é autorizado para operar o 18 de fevereiro de 1882 e inicia operações o 27 de março com quatro milhões de pesos e 305 subscritores, entre os que destacam Nicolás de Teresa, Manuel Ibañez, Rafael Ortiz da Huerta, Antonio Escandón (também accionista do Nacional Mexicano), as companhias francesas Gassier e Reynaud e Ebrard e Cía—antecessoras do Palácio de Ferro e O Porto de Liverpool, respectivamente— e, de maneira particular, o presidente Porfirio Díaz, quem recebeu das autoridades do banco 100 ações, equivalentes a 10,000 pesos mexicanos.

### Primeiros anos (1884-1930)
O Banco Nacional de México foi fundado o 2 de junho de 1884 como resultado da fusão entre o Banco Nacional Mexicano e o Banco Mercantil Mexicano especificada pelos conselheiros de ambas instituições, encabeçados por Antonio de Mier e Celis, Félix Grutas e León Stein do Nacional Mexicano e Nicolás de Teresa, Manuel Ibañez e Rafael Ortiz da Huerta do Mercantil Mexicano. Contava com 24 empregados na Cidade de México baixo a direção de José V. do Collado e sucursais em Mérida, Veracruz, Povoa, Guanajuato, San Luis Potosí e posteriormente Guadalajara. Para 1910, o banco possuía 33 sucursais e 24 agências.
- Em 1929 implanta o serviço de conta de poupança. Nesse mesmo ano abria-se a agência de representação em Nova York.

### Expansão (1930-1982)
- Em 1958 desenvolve o serviço de Empréstimos Pessoais.
- Em matéria tecnológica, em 1966 inicia um importante compromisso de automação com a posta em marcha do primeiro computador no "Centro de Processo de Operações".
- Em 1968 lança o primeiro cartão de crédito da America Latina.
- Em 1972 entram em operação as primeiras "Caixas Permanentes", dando serviço as 24 horas do dia.
- Em 1977 incorpora-se à Society for Worldwide Interbank Financial Telecommunication.

### A banca estatizada (1982-1990)
O 1 de setembro de 1982, o presidente José López Portillo declara a nacionalização da banca privada mexicana. David Ibarra Muñoz é nomeado representante do governo federal encarregado de Banamex, removendo a Agustín Legorreta Chauvet em suas funções como presidente do banco. Rubén Aguilar Monteverde continuou como diretor geral até 1983, quando Fernando Solana Morais assume a Direção Geral e a Presidência de Banamex por nomeação do presidente Miguel da Madri.
A partir de 1982 e até 1990, Banamex funcionou como Sociedade Nacional de Crédito (S.N.C.)
- Em 1984 adota o acrônimo BANAMEX. O banco cumpre 100 anos.
- Em 1986 o enlace ao sistema de satélites mexicanos "Morelos" permitiu unir seus seis centros regionais de cómputo com o Centro Corporativo, possibilitando as transacções em forma simultânea.
- Para 1987 estabelece a "Rede Telefônica Interna" a nível nacional, para comunicar de forma direta todos seus escritórios, e mais tarde, em 1988, instrumenta a "Estratégia de Redes Locais" para a automação das mesmas.

Na mesma década dos anos oitenta inicia a emissão dos cheques de viajante internacional "Banamex-Visa" e a prestação de serviços de "Banco em sua Casa", "Transferência Eletrônica de Fundos" e "Banca Digital", bem como a emissão dos primeiros cartões duales com as marcas internacionais de Visa e MasterCard. O banco foi pioneiro no lançamento do conceito "Conta Mestre".
Banamex incrementa a facilidade de acesso a seus produtos através de Internet, com o primeiro portal financeiro em México onde o utente pode realizar movimento de fundos, pagamentos diversos, consulta de saldos e compras.

### Reprivatización (1991-)
- Em 1992, o governo do presidente Carlos Salinas de Gortari decide privatizar de novo a banca, adjudicando Banamex a um grupo de inversores agrupados em torno da casa de carteira Acciones e Valores de México. Nesse mesmo ano, Banamex integra-se como o banco do Grupo Financeiro Banamex-Accival.
- Em 1996 nasce a AFORE BANAMEX.
- Em 1997 o Teletón México elegeu a Banamex como banco para fazer donativos para o evento.
- Em 2001 os acionistas de Grupo Financeiro Banamex-Accival Roberto Hernández Ramírez, Alfredo Harp Helu, Alejandro Betancourt Alpírez; decidem vender o Grupo a Citigroup em 12,500 milhões de dólares, sendo a transacção financeira mais importante celebrada entre México e Estados Unidos. Em agosto desse ano, após ter coberto os requerimentos das autoridades mexicanas e estadounidenses, Banamex passou a fazer parte do Citigroup, a principal instituição financeira do mundo com presença em mais de 100 países, conservando seu nome original. A partir de novembro, as sucursais, produtos e serviços de Citibank e Banca Confia (integrado inicialmente a Citibank México), foram integrados na plataforma tecnológica e de serviço de Banamex.
- Em 2007 comprou a 2 das empresas aéreas mais importantes de México Aeroméxico e Aeroméxico Connect esta filial da anterior, ganhando-lhe a batalha à família Saba.
- Em 2008 associa-se com Organização Soriana com o fim de ajudá-la a desenvolver um banco próprio (Soriban) para competir nos segmentos de pessoas de nível baixo - médio (Banco Azteca, Banco Wal Mart, Banco Poupo famsa, bansefi, Bancoppel) igualmente desenvolvendo um cartão de debito pré pago denominada "MINHA POUPANÇA"(com respaldo MasterCard a nível Mundial) que pode ser evoluída a conta de poupança fazendo operações bancárias gratuitas nos supermercados de organização soriana e tarifas preferenciais para usar a rede bancária de Banamex (sucursais, caixas, linha de atenção, etc).
- Em 2013 associa-se com FEMSA, Para oferecer um novo produto bancário focado ao sector Baixo-Médio por médio de Lojas Oxxo denominado Saldazo, o qual consiste num cartão de debito pre pago com limite de depósito de 7000 pesos maximo, que pode ser evoluída a Conta Transfer Banamex mantendo o cartão saldado(Com respaldo Visa Electron a Nível Nacional) se se conta com um número de telefono celular de Telcel o qual funge como número de conta. isto se implementou para poder chegar a um segmento não bancario de população que requer este instrumento além de poder fazer as operações em sucursais Banamex e Lojas Oxxo.
- Em 2016 muda seu nome para Citibanamex.

## Directores Gerais
| José V. do Collado | 1884 - 1892 |
| Carlos Varona | 1892 - 1901 |
| Manuel Pereda | 1901 - 1908 |
| Javier M. Cancino | 1908 - 1911 |
| José Simón | 1911 - 1920 |
| Agustín Legorreta García | 1920 - 1933 |
| Luis Gonzaga Legorreta García | 1933 - 1952 |
| Agustín Legorreta López Guerreiro | 1952 - 1970 |
| Agustín Legorreta Chauvet | 1971 - 1981 |
| Rubén Aguilar Monteverde | 1981 - 1983 |
| David Ibarra Muñoz | 1982*       |
| Fernando Solana Morais | 1983 - 1988 |
| Antonio Ortiz Mena | 1988 - 1991 |
| Alfredo Harp Helú** | 1991 - 1996 |
| Roberto do Cueto Legaspi | 1996 - 1997 |
| Roberto Hernández Ramírez | 1997 - 2001 |
| Manuel Medina-Mora Escalante | 2001 - 2006 |
| Enrique Zorrilla Fullaondo | 2006 - 2011 |
| Ernesto Torres Cantú | 2012-       |
| Como representante do governo federal ante Banamex depois da nacionalización bancária, David Ibarra assume funções directivas no banco, no entanto, Rubén Aguilar continua como Director Geral até seu retiro em 1983. ** O 18 de setembro de 1991 assume como Presidente do Comité de Direcção, com faculdades conferidas ao Director Geral. |             |

## Ligações externos
- Página oficial de Banamex